# Platypleura
Genre
Platypleura est un genre d'insectes hémiptères de la famille des Cicadidae (cigales) et de la sous-famille des Cicadinae. 

## Répartition
Platypleura est un genre de cigales largement présent en Afrique et dans le sud de l'Asie.

## Dénomination
Le genre Platypleura a été décrit par les entomologistes français Charles Jean-Baptiste Amyot et Jean Guillaume Audinet-Serville en 1843. Le nom Platypleura provient du grec πλατύζ, plat, et  πλευρά, côté.

## Description
La tête est très large et très courte. Le front présente un sillon longitudinal médian. Les yeux sont gros et ronds et non ou à peine saillants.
Le corps est gros et court, ramassé et velu. Le prothorax, large et court, est dilaté latéralement de chaque côté au-delà des yeux. Le mésothorax est faiblement échancré et croit postérieurement. Le tarse est composé de trois articles.
Les élytres ont la moitié basilaire coriace et le reste plus ou moins transparent avec une ligne transverse élevée et sinueuse marquant la séparation des parties coriaces et membraneuses.

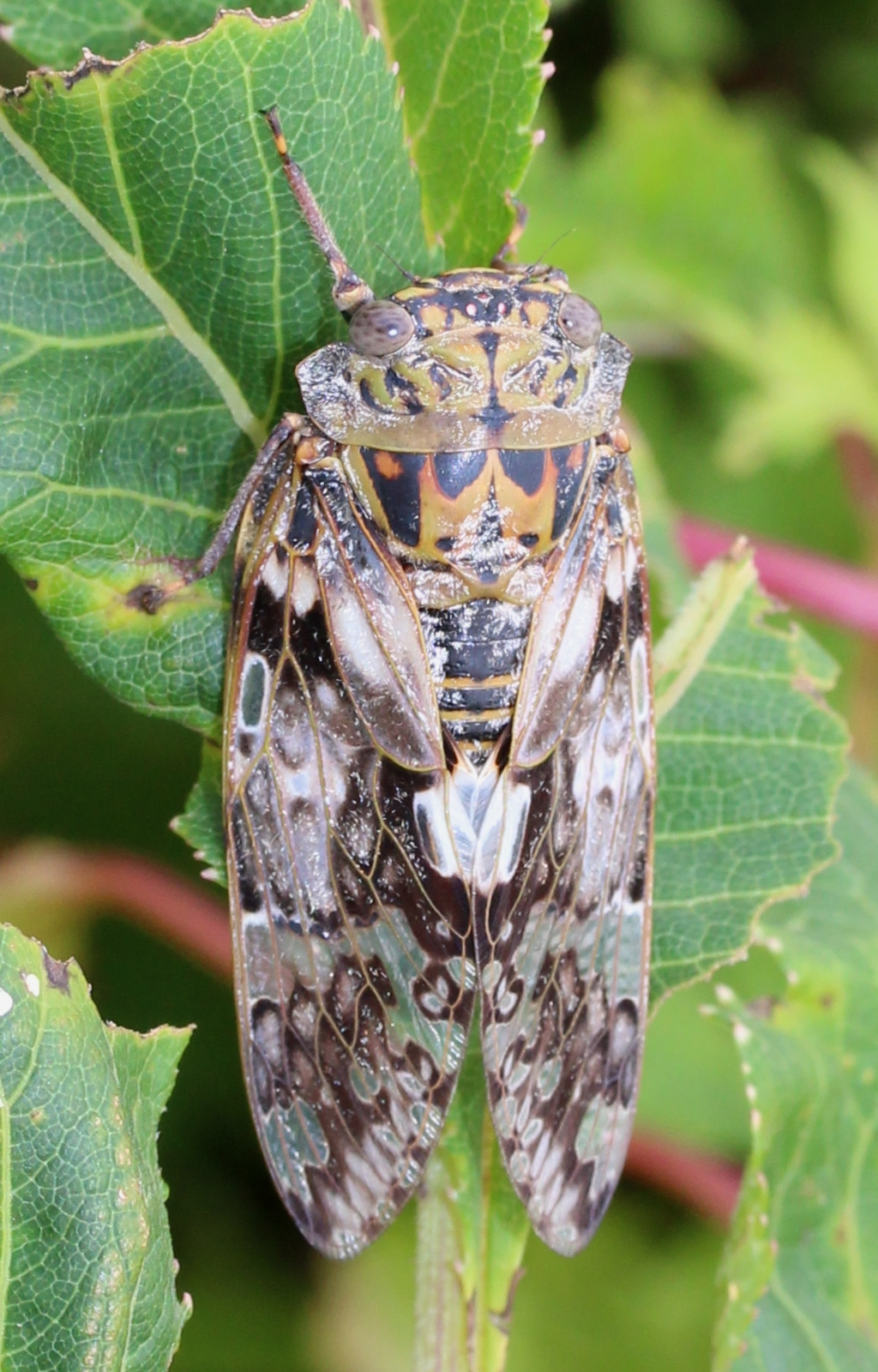
Platypleura kaempferi

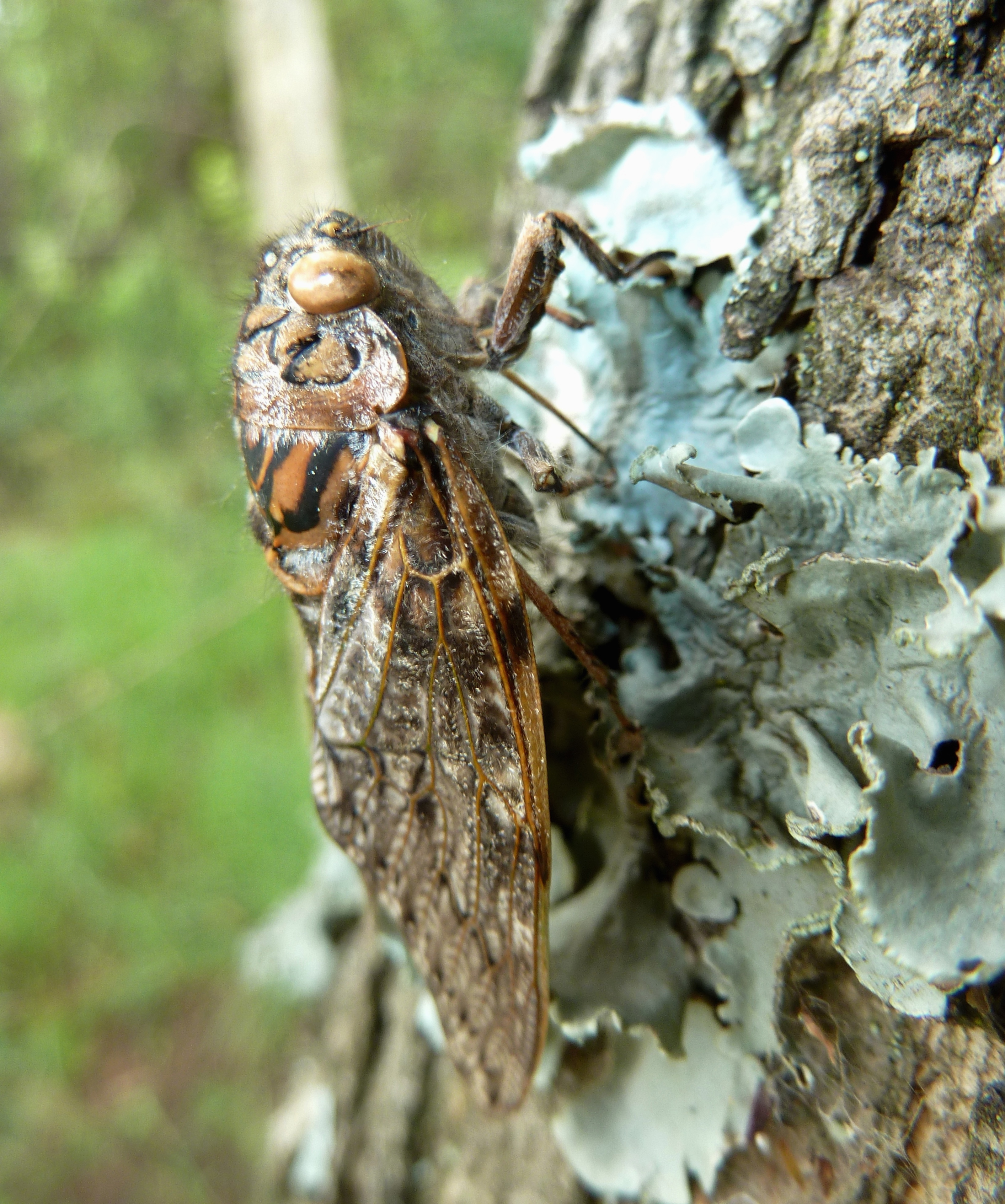
Platypleura mijburghi

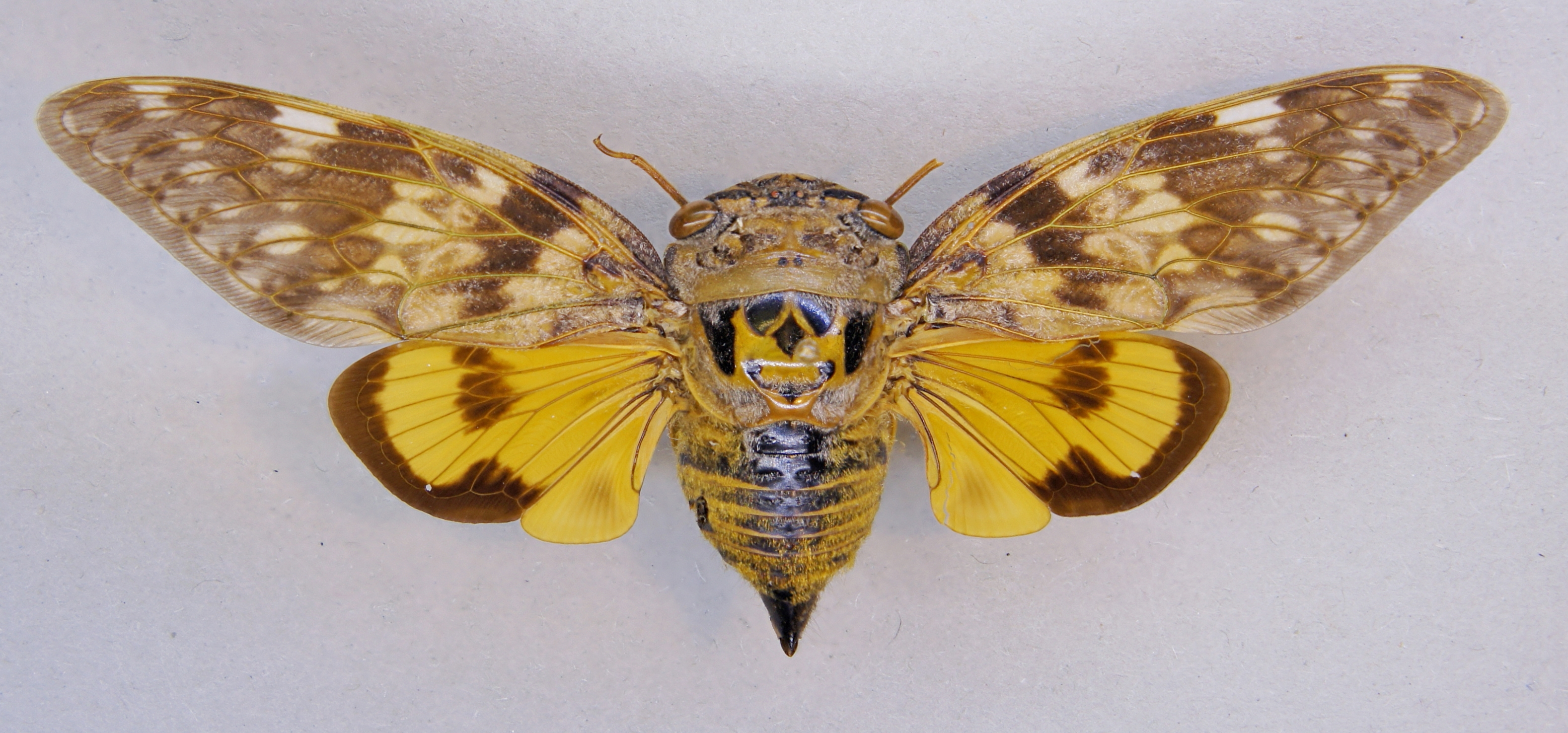
Platypleura mira

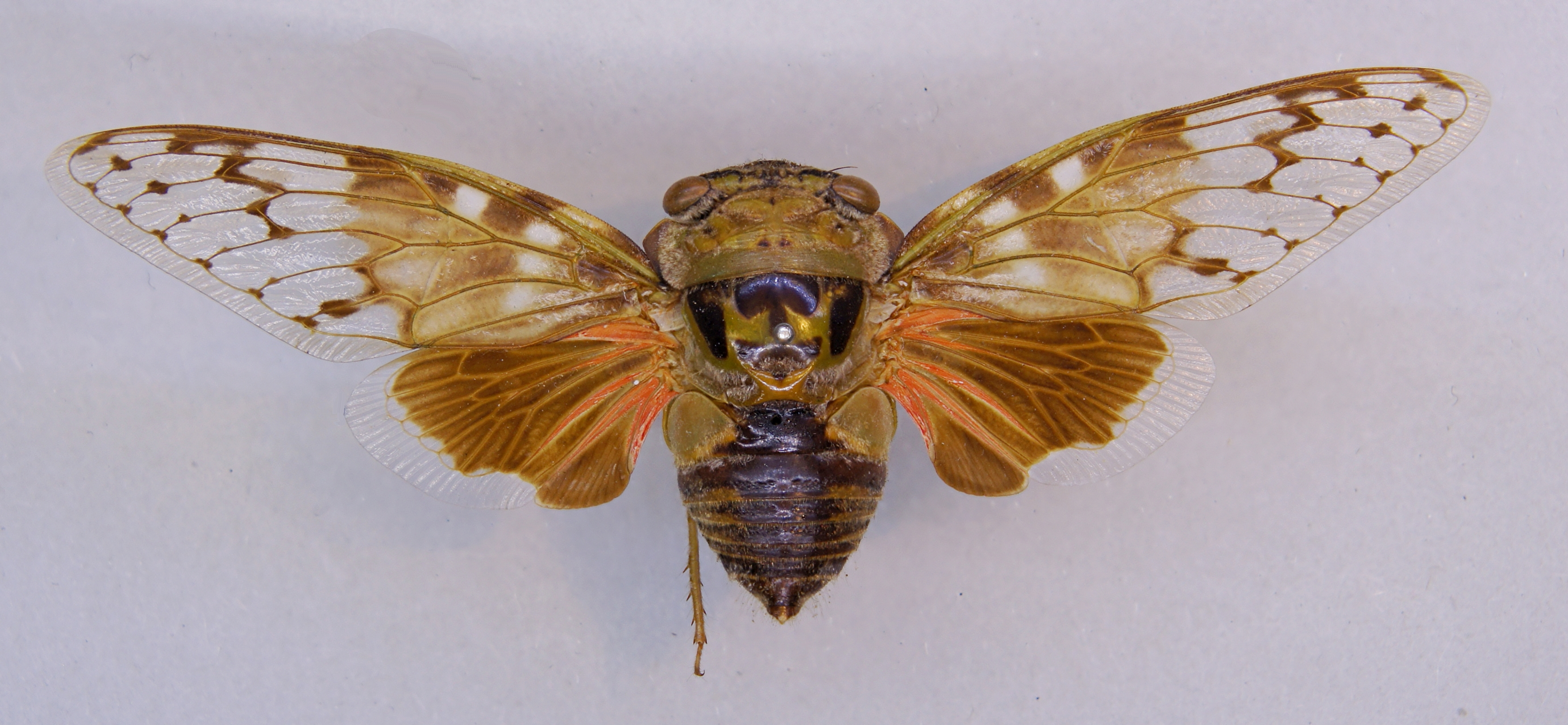
Platypleura octoguttata

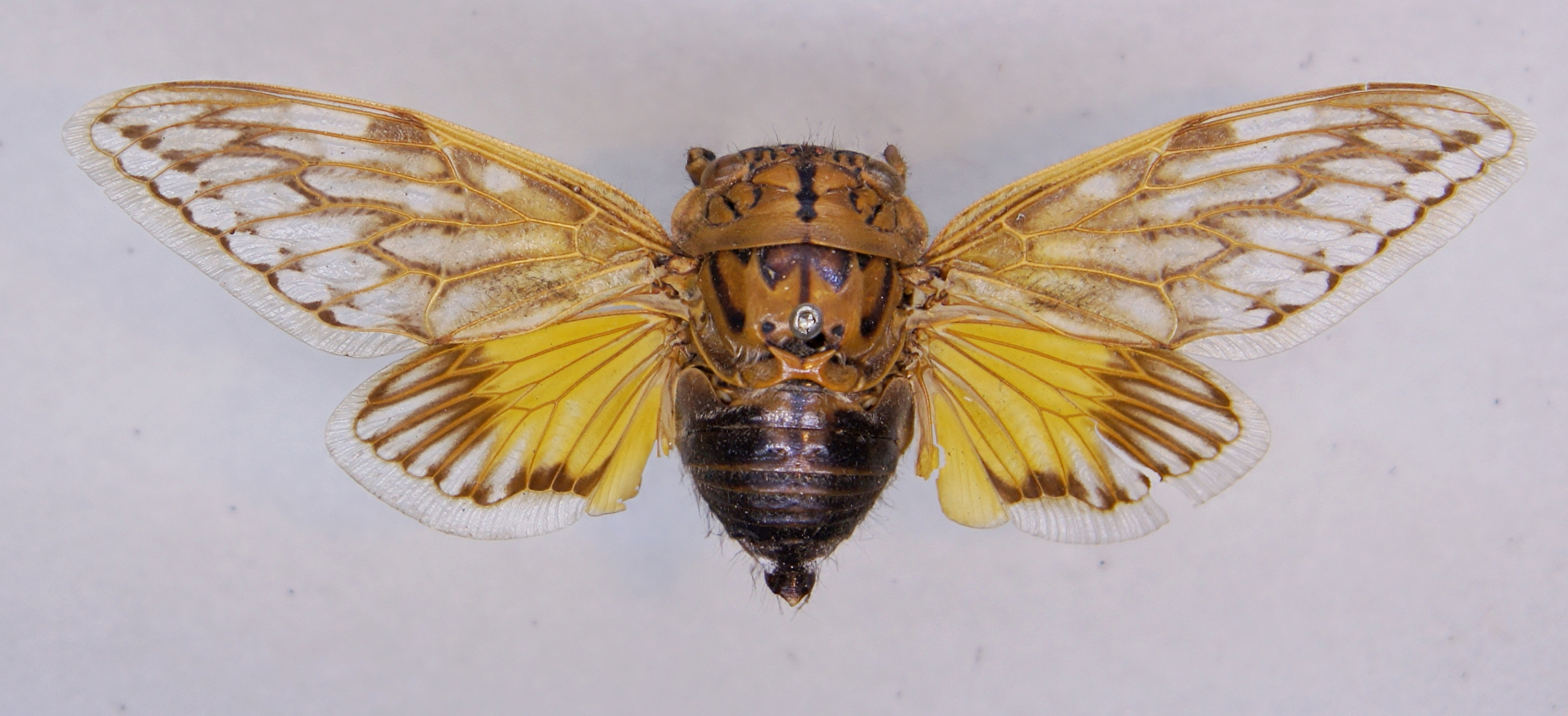
Platypleura stridula

## Taxinomie
Liste des espèces :
- Platypleura adouma Distant, 1904
- Platypleura affinis (Fabricius, 1803)
- Platypleura albivannata Hayashi, 1974
- Platypleura andamana Distant, 1878
- Platypleura arabica Myers, 1928
- Platypleura argentata Villet, 1987
- Platypleura argus Melichar, 1911
- Platypleura arminops Noualhier, 1896
- Platypleura assamensis Atkinson, 1884
- Platypleura auropilosa Kato, 1940
- Platypleura basialba (Walker, 1850)
- Platypleura basiviridis Walker, 1850
- Platypleura bettoni Distant, 1904
- Platypleura brunea Villet, 1989
- Platypleura bufo (Walker, 1850)
- Platypleura canescens (Walker, 1870)
- Platypleura capensis (Linnaeus, 1764)
- Platypleura capitata (Olivier, 1790)
- Platypleura carlinii Distant, 1906
- Platypleura cervina Walker, 1850
- Platypleura cespiticola Boulard, 2006
- Platypleura chalybaea Villet, 1989
- Platypleura coelebs Stål, 1863
- Platypleura crampeli Boulard, 1975
- Platypleura deusta (Thunberg, 1822)
- Platypleura distincta Atkinson, 1884
- Platypleura divisa (Germar, 1834)
- Platypleura durvillei (Boulard, 1991)
- Platypleura elizabethae Lee, 2009
- Platypleura fulvigera Walker, 1850
- Platypleura girardi Boulard, 1977
- Platypleura gowdeyi Distant, 1914
- Platypleura haglundi Stål, 1866
- Platypleura hampsoni (Distant, 1887)
- Platypleura harmandi Distant, 1905
- Platypleura hilpa Walker, 1850
- Platypleura hirta Karsch, 1890
- Platypleura hirtipennis (Germar, 1834)
- Platypleura inglisi Ollenbach, 1929
- Platypleura insignis Distant, 1879
- Platypleura instabilis Boulard, 1977
- Platypleura intermedia Liu, G.K.C., 1940
- Platypleura kabindana Distant, 1919
- Platypleura kenyana Lallemand, 1929
- Platypleura kuroiwae Matsumura, 1917
- Platypleura lindiana Distant, 1905
- Platypleura lineatella Distant, 1905
- Platypleura longirostris Ashton, 1914
- Platypleura lourensi Lee, 2009
- Platypleura machadoi Boulard, 1972
- Platypleura mackinnoni Distant, 1904
- Platypleura makaga Distant, 1904
- Platypleura maytenophila Villet, 1987
- Platypleura mijberghi Villet, 1989
- Platypleura mira (Distant, 1904)
- Platypleura miyakona (Matsumura, 1917)
- Platypleura murchisoni Distant, 1905
- Platypleura nigrosignata Distant, 1913
- Platypleura nobilis (Germar, 1830)
- Platypleura octoguttata (Fabricius, 1798)
- Platypleura parvula Boulard, 2006
- Platypleura pinheyi Boulard, 1980
- Platypleura plumosa (Germar, 1834)
- Platypleura polita (Walker, 1850)
- Platypleura polydorus (Walker, 1850)
- Platypleura poorvachala Marathe, Yeshwanth, Basu & Kunte, 2017[4]
- Platypleura ridleyana Distant, 1905
- Platypleura rothschildi Melichar, 1911
- Platypleura semusta (Distant, 1887)
- Platypleura signifera Walker, 1850
- Platypleura sphinx Walker, 1850
- Platypleura spicata Distant, 1905
- Platypleura stridula (Linnaeus, 1758)
- Platypleura takasagona Matsumura, 1917
- Platypleura techowi Schumacher, 1913
- Platypleura testacea (Walker, 1858)
- Platypleura turneri Boulard, 1975
- Platypleura vitreolimbata Breddin, 1905
- Platypleura wahlbergi Stål, 1855
- Platypleura watsoni (Distant, 1897)
- Platypleura westwoodi Stål, 1863
- Platypleura witteana Dlabola, 1960
- Platypleura yayeyamana Matsumura, 1917